# Guvernul Ion I.C. Brătianu (1)
Guvernul Ion I.C. Brătianu (1) a fost un consiliu de miniștri care a guvernat România în perioada 27 decembrie 1908 - 4 martie 1909.

## Componența
- Președintele Consiliului de Miniștri

Ion I.C. Brătianu (27 decembrie 1908 - 4 martie 1909)
- Ministrul de interne

Ion I.C. Brătianu (27 decembrie 1908 - 4 martie 1909)
- Ministrul de externe

ad-int. Ion I.C. Brătianu (27 decembrie 1908 - 4 martie 1909)
- Ministrul finanțelor

Emil Costinescu (27 decembrie 1908 - 4 martie 1909)
- Ministrul justiției

Toma Stelian (27 decembrie 1908 - 4 martie 1909)
- Ministrul cultelor și instrucțiunii publice

Spiru Haret (27 decembrie 1908 - 4 martie 1909)
- Ministrul de război

General Alexandru Averescu (27 decembrie 1908 - 4 martie 1909)
- Ministrul lucrărilor publice

Vasile G. Morțun (27 decembrie 1908 - 4 martie 1909)
- Ministrul industriei și comerțului

Alexandru Djuvara (27 decembrie 1908 - 4 martie 1909)
- Ministrul agriculturii și domeniilor

Anton Carp (27 decembrie 1908 - 4 martie 1909)

## Sursa
- Stelian Neagoe - "Istoria guvernelor României de la începuturi - 1859 până în zilele noastre - 1995" (Ed. Machiavelli, București, 1995)

| Precedat(ă) de: Guvernul Dimitrie A. Sturdza (4) | Guvernul Ion I.C. Brătianu (1) 27 decembrie 1908 - 4 martie 1909 | Succedat(ă) de: Guvernul Ion I.C. Brătianu (2) |